# ヨギプロダクション
ヨギプロダクション株式会社は、株式会社劇団め組の俳優が所属している芸能事務所である。ヨギプロ。

## 所属タレント

### 男性
- 藤原習作
- 松岡史明
- 菊川浩二
- 渡辺城太郎
- 酒井尊之
- 野村貴浩
- 新宮乙矢
- 成國英範
- 石原幸弘
- 土山壮也
- 菅原貴志
- 岡本純治
- 馬場真彦
- 入木純一
- 秋本一樹

### 女性
- 八島未来
- 清水祐美子
- 武田久美子
- 横山千春
- 松本具子
- 吉葉結花
- 辻谷奈緒